# Festival Messiaen
Il Festival Messiaen è un festival internazionale di musica contemporanea che si ispira all'opera del compositore e ornitologo francese Olivier Messiaen, scomparso nel 1992.
Dal 1998 si svolge ogni anno per una decina di giorni nel mese di luglio a La Grave-La Meije, un paese a quota 1.500 metri d'altezza nelle Alpi francesi, non troppo distante dal confine con l'Italia.
Questa località infatti fu sede di una piccola dimora acquistata da Messiaen negli anni trenta sulle sponde del Lago di Laffrey, vicino a Petitchet; di qui egli ricavava registrazioni di canti di uccelli e idee per le proprie composizioni.
A partire dal 1950 egli per lungo tempo si recò ogni anno a La Grave, dove riversò molte visioni e impressioni dei luoghi nelle sue partiture. Direttamente legata al luogo è la composizione di Et expecto resurrectionem mortuorum (1965):
(dalla Prefazione a Et Expecto..)
Ne è sorta come logica conseguenza dopo la morte del compositore la scelta di questi luoghi per commemorarlo annualmente.
Il festival si struttura secondo tre tipi di eventi:
- Conferenze di analisi musicale sull'opera di Messiaen o di compositori da lui analizzati
- Esecuzioni di opere di Messiaen
- Esecuzioni di opere composte dagli allievi di Messiaen